# Ormányosbogár-félék
Az ormányosbogár-félék (Curculionidae) a bogarak rendjének legnépesebb, az ormányosbogár-szerűek öregcsaládjába sorolt családja. Ez a legtöbb (világszerte mintegy 50-60 ezer) fajt számláló rovarcsalád. Magyarország területéről jelenleg 922 fajukat ismerjük, de a szám folyamatosan emelkedik. Nevüket ormányszerűen megnyúlt fejükről kapták.
Az ormányosbogarak pontos rendszertani helyét Roy A. Crowson határozta meg (1955), és az alcsaládokat is ő sorolta be. Ő ismerte fel azt is, hogy a Scolytinae (igazi szúk vagy szúbogarak) és a Platypodinae alcsaládok is ide tartoznak. Az azóta eltelt évtizedekben sok más, általa az ormányosbogarak közé sorolt faj rendszertani helye megváltozott. Az 1990-es évek végétől Miguel Alonso-Zarazaga és Christopher Lyal kutatásainak köszönhetően az entomológiában uralkodó nézet szerint a családba sorolás kritériuma nem az ide sorolható fajok jellegzetes ormánya, a rostrum, hanem a hímivarszervek sajátossága: a potroh kilencedik szelvényén elhelyezkedő párzószerv, a spiculum gastrale nagyobb, mint annak a köztakaróba ágyazott alapíze, a manubrium; ha egy fajnál hiányzik a spiculum gastrale, úgy annak rostruma, azaz ormánya sincs.

## Elterjedésük
A legkorábbról ismert ásatag ormányosbogarak a felső jura rétegeiből kerültek elő, e korai példányok ormánya a maiakénál jóval hosszabb volt. Ebből az entomológusok arra következtetnek, hogy a Curculionidae család recens taxonjainak filogenetikai sora a hosszú ormányosoktól vezet a rövid ormányosok felé, azaz ez utóbbiak a törzsfejlődés egy későbbi szakaszát képviselik. A család tagjai ma világszerte elterjedtek.

## Megjelenésük
Az ormányosbogarak legjellemzőbb sajátossága ormányszerűen megnyúlt fejük. Szájszervük az ívesen hajló, az előtor alá görbíthető ormány, a rostrum elülső részén található. Formája rendkívül változatos lehet a két véglet között: hosszú és hegyes végű a Curculio, rövid és tömzsi az Otiorhynchus nemnél. A barkóknak nevezett fajok ormánya rövidebb, széles és lapos, más fajoké akár testüknél hosszabb is lehet. A rostrumból kiágazó, hosszú, kilenc-tizenegy ízből álló csápjuk a csápnyélen túl megtörik (ún. térdes csáp), utolsó három-négy íze pedig bunkószerűen megvastagodott. Látószerve csak a talajban, illetve pincékben élő Torneuma-fajoknak nincs.
E két általánosan jellemző jegyet – az ormányt és a csápot – nem tekintve az ormányosbogárfajok megjelenési formája, színe, mérete rendkívül változatos. Kifejlett példányaik hossza 1 és 40 milliméter között változhat.
A fajok többsége rejtőszínű, de vannak közöttük élénk fémfényűek is. Sokuk testét apró pikkelyek fedik. Lábaik rövidek és erősek, lábfejízületeik száma négy.

A legnagyobb, Magyarországon honos faj, az acsalapu-ormányos (Liparus glabrirostris) hossza elérheti a 15–22 millimétert, de a világ trópusi övezeteiben ennél lényegesen nagyobb ormányosbogarak is élnek.

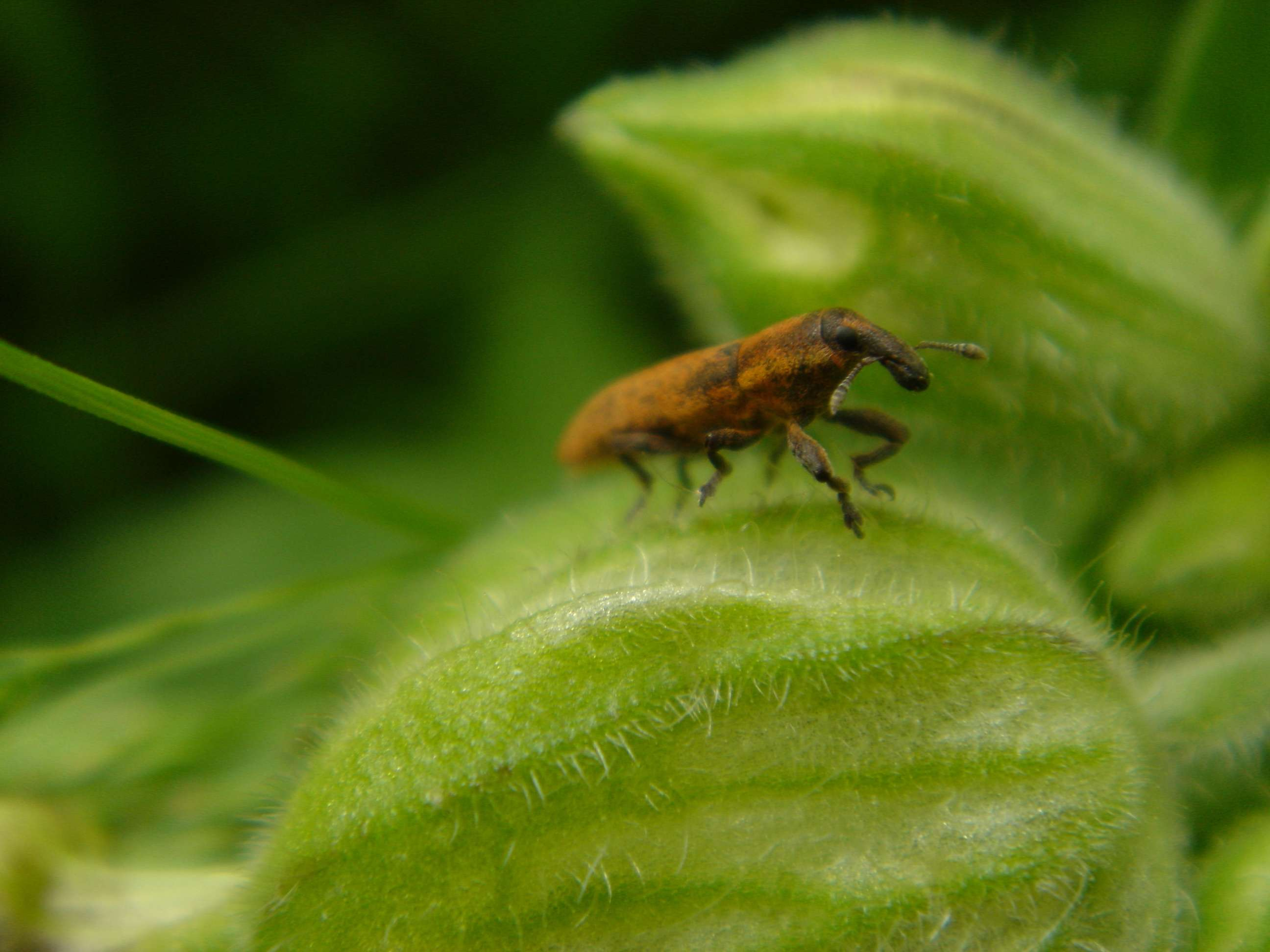
Dudvabarkó faj (Lixus sp.) virágbimbón

A pajzsocska (scutellum), a hártyás szárny (alae) és az ezt takaró szárnyfedő (elytrum) a középtorhoz csatlakozik; ez utóbbi az utótort is elfedi. A tor hasi oldalát barázdák tagolják; ezek száma és elrendezése ivarfüggő. A potroh kilenc szelvényből áll; az ivarszervek az utolsón találhatóak.
Lárváik kukac típusú lábatlan lárvák.

## Életmódjuk
Az ormányosbogarak csaknem kizárólag növényevők, a legtöbb faj élőhelye meglehetősen behatárolt. 
Zömmel szárazföldiek, de vannak vízi növényekben élők is.
A legtöbbjük oligofág, de vannak monofág és polifág fajaik is. Emésztőrendszerük három részre tagolódik: a szájöbölre (stomodeum), amely magában foglalja a nyelőcsövet (aesophagus) és az előgyomrot (proventriculus), valamint a középbélre (mesenteron) és a végbélöbölre nyíló utóbélre (proctodeum). A táplálékcsatorna utolsó szakaszához csatlakoznak a kiválasztást segítő mirigyes csövecskék, a hat Malpighi-edény.
Légcsőrendszerükbe (tracheae) a tor és a potroh felületén található légzőnyílásokon keresztül (spiraculum) jut be a szükséges oxigén. A keringési rendszer központja a szívüreg, a véráramot a háti véredény lüktetése tartja mozgásban. Idegrendszerük központja a szemek, a csápok és a szájszerv működtetéséért felelős, három dúcpár alkotta agydúc, ehhez csatlakozik a hasdúclánc.
Ormányukkal lyukat fúrnak a növényekbe, és ebben helyezik el petéiket, lábatlan lárváik pedig a növényben fejlődnek ki. Szaporodásuk miatt az ormányosbogarak számos, kultúrnövényeken élő faja mezőgazdasági kártevő. Így például a hamvas vincellérbogár (Otiorrhynchus ligustici) lárvái a lucerna és a szőlő, a lisztes répabarkó (Cleonus punctiventris) a cukorrépa gyökereit, az apró csipkézőbarkók (Sitona spp.) pedig a pillangósvirágú növények leveleit károsítják. A levélbarkófajok (Phyllobius spp.) tűlevelű és lombos fák – köztük gyümölcsfák – lakói. Hasonlóan káros a fák lombozatára a bimbólikasztó bogár vagy más néven almabimbó-likasztó ormányos (Anthonomus-pomorum), illetve a borsóormányos (Aoromius quinquepunctatus) is. A szintén az ormányosbogarakhoz tartozó, alig 2–3 milliméter hosszú gabonazsuzsok (Sitophilus granarius) az elraktározott szemes gabona és kukorica kártevője. Legvégül pedig a fák gesztjét és kérgét károsítják az igazi szúk vagy szúbogarak (Scolytinae).

## Fordítás
- A szócikk első változata a Curculionidae című angol Wikipédia-szócikk ezen változatának fordításán alapul.